# John Joseph Wright

Kardinalswappen von John Joseph Wright als Kurienkardinal

John Joseph Kardinal Wright (* 18. Juli 1909 in Dorchester, Suffolk County, Massachusetts, USA; † 10. August 1979 in Cambridge, Middlesex County, Massachusetts) war ein US-amerikanischer Geistlicher und Kurienkardinal der römisch-katholischen Kirche.

## Leben

### Jugend und Priester
Der Sohn John Wrights, eines Papierfabrikangestellten, und seiner Frau Harriet (geb. Cokely) arbeitete während des Besuchs der Boston Latin School an der Hyde Park Zweigstelle der Boston Public Library als Magazinjunge in den Abendstunden und im Sommer. Er schloss das Boston College im Jahre 1931 ab und trat dann ins Saint John’s Seminary in Brighton ein. Am Ende seines ersten Jahres in St. Johns wurde er nach Rom geschickt, um am Päpstlichen Nordamerika-Kolleg und an der Päpstlichen Universität Gregoriana sein Studium fortzusetzen. Der Kardinalvikar, Erzpriester der Lateranbasilika und Sekretär des Heiligen Offiziums, Francesco Kardinal Marchetti Selvaggiani, weihte ihn am 8. Dezember 1935 in der Kapelle des Nordamerikania-Kollegs zum Priester.
Nach seiner Priesterweihe besuchte er das Graduiertenkolleg der Gregoriana, erhielt ein Lizenziat der Theologie im Jahr 1936 und wurde 1939 zum Doctor theologiae promoviert. Er lehrte Philosophie und Theologie am Saint John’s Seminary, bis er 1943 Privatsekretär des Erzbischofs von Boston, William Henry O’Connell, wurde. Unter O’Connells Nachfolger, Richard James Cushing, behielt er diesen Posten. Am 17. Dezember 1944 wurde er zum Kaplan Seiner Heiligkeit ernannt.

### Weihbischof und Bischof
Papst Pius XII. ernannte ihn am 10. Mai 1947 zum Weihbischof in Boston und Titularbischof von Aegeae. Der Erzbischof von Boston, Richard James Cushing, spendete ihm am 30. Juni desselben Jahres in der Cathedral of the Holy Cross die Bischofsweihe; Mitkonsekratoren waren Ralph Leo Hayes, Bischof von Davenport, und James Louis Connolly, Koadjutorbischof von Fall River. Sein Wahlspruch lautete Resonare Christum.
Er wurde am 28. Januar 1950 der erste Bischof von Worcester. In dieser Position kritisierte er sowohl Utopisten als auch Weltuntergangsbeschwörer, und sagte, dass ein vorbildlicher Christ die großen Fehler [erkennt], zu denen die menschliche Natur fähig ist … aber [weiß], dass die Gnade stärker als die Sünde ist.
1953 wurde Wright in die American Academy of Arts and Sciences gewählt.
Papst Johannes XXIII. ernannte ihn am 23. Januar 1959 zum Bischof von Pittsburgh. Er nahm an allen Sitzungsperioden des Zweiten Vatikanischen Konzils teil und war die entscheidende Kraft hinter einigen Dokumenten. Nach den Fortschritten in der Ökumene bei dem Konzil, glaubte er, dass eine unmittelbare Einheit in guten Werken und in der Liebe zwischen Katholiken und Protestanten entstehen würde.

### Kardinal
Papst Paul VI. nahm ihn am 28. April 1969 als Kardinalpriester mit der Titelkirche Gesù Divino Maestro alla Pineta Sacchetti in das Kardinalskollegium auf und ernannte ihn gleichzeitig zum Präfekten der Kongregation für den Klerus. Er war einer der vier Kardinäle, die 1972 Auschwitz in Erinnerung Maximilian Kolbes bereisten; neben John Joseph Krol war er der einzige andere amerikanische Kardinal zu Besuch in Polen. Er nahm nicht am Konklave im August 1978 teil, weil er sich von einem chirurgischen Eingriff erholte, aber am Konklave im Oktober desselben Jahres. Im Alter von 70 Jahren starb er an Polymyositis und wurde auf dem Holyhood Friedhof in Brookline beigesetzt.

## Ansichten
Das Vermächtnis des Kardinals bleibt unumstritten. Er war ein Intellektueller, der liberal in sozialen, aber konservativ in theologischen Fragen war. Er trat für die Bürgerrechte ein und verurteilte den Vietnamkrieg, lehnte aber Frauenordination und Empfängnisverhütung ab. Er glaubte auch, dass die jährlichen Bischofssynoden nutzlos und belastend wären und sieben Jahre das entsprechende Alter für Kinder sei, das Sakrament der Buße zu empfangen, weil sie in der Lage wären, sündiges Verhalten in einem frühen Alter zu korrigieren.